# Canadian Open 2025
Il Canadian Open 2025, anche noto come Omnium Banque Nationale présenté par Rogers per motivi di sponsorizzazione, è stato un torneo di tennis giocato sul cemento. È stata la 135ª edizione del torneo maschile facente parte della categoria ATP Tour Masters 1000 nell'ambito dell'ATP Tour 2025, e la 123ª di quello femminile relativa alla categoria WTA Tour 1000 nell'ambito del WTA Tour 2025. Il torneo maschile, per l'alternanza delle sedi, quest'anno si è giocato al Sobeys Stadium di Toronto, mentre quello femminile all'IGA Stadium di Montréal, entrambi dal 27 luglio al 7 agosto 2025. Questa edizione ha previsto due importanti novità , i tabelloni di singolare per entrambi gli eventi sono aumentati da 56 a 96 giocatori e si è giocato nell'arco di due settimane, anziché di una come in precedenza.

## Partecipanti ATP

### Teste di serie
| Nazionalità | Giocatore                   | Ranking* | Testa di serie |
| ----------- | --------------------------- | -------- | -------------- |
| Germania    | Alexander Zverev            | 3        | 1              |
| Stati Uniti | Taylor Fritz                | 4        | 2              |
| Italia      | Lorenzo Musetti             | 10       | 3              |
| Stati Uniti | Ben Shelton                 | 7        | 4              |
| Danimarca   | Holger Rune                 | 9        | 5              |
|             | Andrej Rublëv               | 11       | 6              |
| Stati Uniti | Frances Tiafoe              | 12       | 7              |
| Norvegia    | Casper Ruud                 | 13       | 8              |
| Australia   | Alex de Minaur              | 8        | 9              |
|             | Daniil Medvedev             | 14       | 10             |
|             | Karen Chačanov              | 16       | 11             |
| Rep. Ceca   | Jakub Menšík                | 18       | 12             |
| Italia      | Flavio Cobolli              | 17       | 13             |
| Argentina   | Francisco Cerúndolo         | 24       | 14             |
| Francia     | Arthur Fils                 | 21       | 15             |
| Rep. Ceca   | Tomáš Macháč                | 22       | 16             |
| Francia     | Ugo Humbert                 | 23       | 17             |
| Australia   | Alexei Popyrin              | 26       | 18             |
| Rep. Ceca   | Jiří Lehečka                | 27       | 19             |
| Spagna      | Alejandro Davidovich Fokina | 19       | 20             |
| Canada      | Félix Auger-Aliassime       | 28       | 21             |
| Canada      | Denis Shapovalov            | 29       | 22             |
| Grecia      | Stefanos Tsitsipas          | 30       | 23             |
| Paesi Bassi | Tallon Griekspoor           | 31       | 24             |
| Stati Uniti | Brandon Nakashima           | 32       | 25             |
| Stati Uniti | Alex Michelsen              | 34       | 26             |
| Canada      | Gabriel Diallo              | 36       | 27             |
| Italia      | Lorenzo Sonego              | 38       | 28             |
| Francia     | Alexandre Müller            | 40       | 29             |
| Portogallo  | Nuno Borges                 | 42       | 30             |
| Regno Unito | Cameron Norrie              | 39       | 31             |
| Italia      | Matteo Arnaldi              | 41       | 32             |

* Ranking al 21 luglio 2025.

### Altri partecipanti
I seguenti giocatori hanno ricevuto una wildcard per il tabellone principale:
- Nicolas Arseneault
- Liam Draxl
- Alexis Galarneau
- Matteo Gigante
- Vasek Pospisil

I seguenti giocatori sono entrati in tabellone con il ranking protetto:
- Jenson Brooksby
- Sebastian Ofner

I seguenti giocatori sono passati dalle qualificazioni:

- Adrian Mannarino
- Ugo Blanchet
- Tristan Schoolkate
- James Duckworth
- Valentin Royer
- Emilio Nava
- Yosuke Watanuki
- Alexander Blockx
- Shintaro Mochizuki
- Tristan Boyer
- Facundo Bagnis
- Juan Pablo Ficovich
- Colton Smith
- Pierre-Hugues Herbert
- Tomás Barrios Vera
- Dan Martin

Il seguente giocatore è entrato in tabellone come lucky loser:
- Tseng Chun-hsin
- Dalibor Svrčina
- Térence Atmane

### Ritiri
Prima del torneo
- Carlos Alcaraz → sostituito da  Hugo Dellien
- Sebastián Báez → sostituito da  Aleksandar Vukic
- Roberto Bautista Agut → sostituito da  Hugo Gaston
- Matteo Berrettini → sostituito da  Yoshihito Nishioka
- Aleksandr Bublik → sostituito da  Pablo Carreño Busta
- Luciano Darderi → sostituito da  Dalibor Svrčina
- Grigor Dimitrov → sostituito da  Shang Juncheng
- Laslo Đere → sostituito da  Tseng Chun-hsin
- Novak Đoković → sostituito da  Roman Safiullin
- Jack Draper → sostituito da  Sebastian Ofner
- Ugo Humbert → sostituito da  Térence Atmane
- Hubert Hurkacz → sostituito da  Vít Kopřiva
- Sebastian Korda → sostituito da  Christopher O'Connell
- Hamad Međedović → sostituito da  Ethan Quinn
- Kei Nishikori → sostituito da  Mackenzie McDonald
- Tommy Paul → sostituito da  Borna Ćorić
- Jannik Sinner → sostituito da  Roberto Carballés Baena
- Jordan Thompson → sostituito da  Aleksandar Kovacevic

## Partecipanti ATP doppio

### Teste di serie
| Nazione     | Giocatore          | Nazione     | Giocatore              | Ranking* | Testa di serie |
| ----------- | ------------------ | ----------- | ---------------------- | -------- | -------------- |
| El Salvador | Marcelo Arévalo    | Croazia     | Mate Pavić             | 2        | 1              |
| Regno Unito | Julian Cash        | Regno Unito | Lloyd Glasspool        | 7        | 2              |
| Finlandia   | Harri Heliövaara   | Regno Unito | Henry Patten           | 10       | 3              |
| Germania    | Kevin Krawietz     | Germania    | Tim Pütz               | 19       | 4              |
| Italia      | Simone Bolelli     | Italia      | Andrea Vavassori       | 26       | 5              |
| Regno Unito | Joe Salisbury      | Regno Unito | Neal Skupski           | 29       | 6              |
| Stati Uniti | Christian Harrison | Stati Uniti | Evan King              | 35       | 7              |
| Monaco      | Hugo Nys           | Francia     | Édouard Roger-Vasselin | 41       | 8              |

* Ranking al 21 luglio 2025.

### Altri partecipanti
Le seguenti coppie di giocatori hanno ricevuto una wildcard per il tabellone principale:
- Nicolas Arseneault /  Justin Boulais
- Gabriel Diallo /  Alexis Galarneau
- Liam Draxl /  Cleeve Harper

### Ritiri
Prima del torneo
- Sander Arends /  Luke Johnson → sostituiti da  Nathaniel Lammons /  Jackson Withrow
- Marcel Granollers /  Horacio Zeballos → sostituiti da  Austin Krajicek /  Horacio Zeballos
- Tallon Griekspoor /  David Pel → sostituiti da  Nathaniel Lammons /  Jackson Withrow

## Partecipanti WTA

### Teste di serie
| Nazionalità | Giocatrice               | Ranking* | Testa di serie |
| ----------- | ------------------------ | -------- | -------------- |
| Stati Uniti | Coco Gauff               | 2        | 1              |
| Polonia     | Iga Świątek              | 3        | 2              |
| Stati Uniti | Jessica Pegula           | 4        | 3              |
|             | Mirra Andreeva           | 5        | 4              |
| Stati Uniti | Amanda Anisimova         | 7        | 5              |
| Stati Uniti | Madison Keys             | 8        | 6              |
| Italia      | Jasmine Paolini          | 9        | 7              |
| Stati Uniti | Emma Navarro             | 11       | 8              |
| Kazakistan  | Elena Rybakina           | 12       | 9              |
| Ucraina     | Elina Svitolina          | 13       | 10             |
| Rep. Ceca   | Karolína Muchová         | 14       | 11             |
|             | Ekaterina Aleksandrova   | 15       | 12             |
|             | Ljudmila Samsonova       | 16       | 13             |
|             | Diana Šnajder            | 17       | 14             |
| Australia   | Daria Kasatkina          | 18       | 15             |
| Danimarca   | Clara Tauson             | 19       | 16             |
| Svizzera    | Belinda Bencic           | 20       | 17             |
| Brasile     | Beatriz Haddad Maia      | 21       | 18             |
| Belgio      | Elise Mertens            | 22       | 19             |
| Rep. Ceca   | Linda Nosková            | 23       | 20             |
| Polonia     | Magdalena Fręch          | 24       | 21             |
| Lettonia    | Jeļena Ostapenko         | 25       | 22             |
| Stati Uniti | Sofia Kenin              | 26       | 23             |
| Ucraina     | Marta Kostjuk            | 27       | 24             |
| Polonia     | Magda Linette            | 28       | 25             |
| Stati Uniti | Ashlyn Krueger           | 29       | 26             |
|             | Anastasija Pavljučenkova | 30       | 27             |
| Stati Uniti | McCartney Kessler        | 31       | 28             |
| Serbia      | Olga Danilović           | 32       | 29             |
| Ucraina     | Dajana Jastrems'ka       | 33       | 30             |
| Slovacchia  | Rebecca Šramková         | 34       | 31             |
| Stati Uniti | Peyton Stearns           | 35       | 32             |

* Ranking al 21 luglio 2025.

### Altre partecipanti
Le seguenti giocatrici hanno ricevuto una wildcard per il tabellone principale:
- Bianca Andreescu
- Eugenie Bouchard
- Carson Branstine
- Kayla Cross
- Elizabeth Mandlik
- Rebecca Marino
- Victoria Mboko
- Marina Stakusic

Le seguenti giocatrici sono entrate nel tabellone con il ranking protetto:
- Sorana Cîrstea
- Caty McNally
- Anastasija Sevastova
- Markéta Vondroušová
- Zhu Lin

Le seguenti giocatrici sono passate dalle qualificazioni:

- Ariana Arseneault
- Cristina Bucșa
- Louisa Chirico
- Varvara Gracheva
- Guo Hanyu
- Aoi Itō
- Elsa Jacquemot
- Léolia Jeanjean
- Whitney Osuigwe
- Bernarda Pera
- Kamilla Rachimova
- Antonia Ružić
- Laura Siegemund
- Viktorija Tomova
- Katie Volynets
- Wang Yafan

### Ritiri
Prima del torneo
- Paula Badosa → sostituita da  Caty McNally
- Loïs Boisson → sostituita da  Maria Sakkarī
- Ons Jabeur → sostituita da  Suzan Lamens
- Sonay Kartal → sostituita da  Renata Zarazúa
- Aryna Sabalenka → sostituita da  Moyuka Uchijima
- Donna Vekić → sostituita da  Emiliana Arango
- Wang Xinyu → sostituita da  Anna Blinkova
- Zheng Qinwen → sostituita da  Kimberly Birrell

## Partecipanti WTA doppio

### Teste di serie
| Nazione     | Giocatore            | Nazione       | Giocatore       | Ranking | Testa di serie |
| ----------- | -------------------- | ------------- | --------------- | ------- | -------------- |
| Italia      | Sara Errani          | Italia        | Jasmine Paolini | 12      | 1              |
| Canada      | Gabriela Dabrowski   | Nuova Zelanda | Erin Routliffe  | 12      | 2              |
| Stati Uniti | Taylor Townsend      | Cina          | Zhang Shuai     | 17      | 3              |
|             | Veronika Kudermetova | Belgio        | Elise Mertens   | 18      | 4              |
|             | Mirra Andreeva       |               | Diana Šnajder   | 23      | 5              |
| Stati Uniti | Asia Muhammad        | Paesi Bassi   | Demi Schuurs    | 29      | 6              |
| Ucraina     | Ljudmyla Kičenok     | Australia     | Ellen Perez     | 35      | 7              |
| Ungheria    | Tímea Babos          | Brasile       | Luisa Stefani   | 45      | 8              |

Ranking al 21 luglio 2025.

### Altre partecipanti
Le seguenti coppie hanno ricevuto una wildcard per il tabellone principale:
- Kayla Cross /  Victoria Mboko
- Bianca Fernandez /  Leylah Fernandez
- Peyton Stearns /  Markéta Vondroušová

Le seguenti coppie sono entrate nel tabellone con il ranking protetto:
- Maya Joint /  Caty McNally
- Barbora Krejčiková /  Jeļena Ostapenko
- Kamilla Rachimova /  Galina Voskoboeva
- Xu Yifan /  Yang Zhaoxuan

## Punti
| Torneo              | V    | F   | SF  | QF  | 4T  | 3T | 2T   | 1T   | Q    | Q2   | Q1   |
| Singolare maschile  | 1000 | 650 | 400 | 200 | 100 | 50 | 30*  | 10** | 20   | 10   | 0    |
| Doppio maschile     | 1000 | 600 | 360 | 180 | 90  | 0  | N.D. | N.D. | N.D. | N.D. | N.D. |
| Singolare femminile | 1000 | 650 | 390 | 215 | 120 | 65 | 35*  | 10   | 30   | 20   | 2    |
| Doppio femminile    | 1000 | 650 | 390 | 215 | 120 | 10 | N.D. | N.D. | N.D. | N.D. | N.D. |

* I giocatori con un bye ricevono i punti del primo turno.

## Montepremi
| Torneo              | V         | F        | SF       | QF       | 4T       | 3T      | 2T      | 1T      | Q2   | Q1     |
| Singolare maschile  | 1124380 $ | 597890 $ | 332160 $ | 189075 $ | 103225 $ | 60400 $ | 35260 $ | 23760 $ | N.D. | N.D.   |
| Singolare femminile | 752275 $  | 391600 $ | 206100 $ | 107000 $ | 56703 $  | 33000 $ | 19705 $ | 12770 $ | N.D. | 7000 $ |
| Doppio maschile*    | 457150 $  | 242020 $ | 129970 $ | 65000 $  | N.D.     | N.D.    | 34850 $ | 19050 $ | N.D. | N.D.   |
| Doppio femminile*   | 262780 $  | 139120 $ | 74700 $  | 37360 $  | N.D.     | N.D.    | 19970 $ | 10950 $ | N.D. | N.D.   |

*per team

## Campioni

### Singolare maschile
Ben Shelton ha sconfitto in finale  Karen Chačanov con il punteggio di 6(5)-7, 6-4, 7-6(3).
- È il terzo titolo in carriera per Shelton, il primo in stagione.

### Singolare femminile
Victoria Mboko ha sconfitto in finale  Naomi Ōsaka con il punteggio di 2-6, 6-4, 6-1.

### Doppio maschile
Julian Cash /  Lloyd Glasspool hanno sconfitto in finale  Joe Salisbury /  Neal Skupski con il punteggio di 6-3, 6(5)-7, [13-11].

### Doppio femminile
Coco Gauff /  McCartney Kessler hanno sconfitto in finale  Taylor Townsend /  Zhang Shuai con il punteggio di 6-4, 1-6, [13-11].